# Travelin' Man/Hello Mary Lou
Travelin' Man/Hello Mary Lou, pubblicato nel 1961, è il quindicesimo singolo di Ricky Nelson.

## Travelin' Man
Travelin' Man è stata scritta da Jerry Fuller.
Il brano è stato oggetto di una cover nel 1982 da parte di Jacky Ward.

## Hello Mary Lou
Hello Mary Lou è stata scritta da Gene Pitney e Padre Cayet Mangiaracina, e venne inclusa nell'album Rick Is 21.
Il brano è stato oggetto di cover da parte di numerosi artisti.

## Tracce singolo
1. Travelin' Man – 2:24
2. Hello Mary Lou - 2:17